# Distrito de Bhojpur (Bihar)
Bhojpur es un distrito de India en el estado de Bihar. Código ISO: IN.BR.BJ.
Comprende una superficie de 2 473 km².
El centro administrativo es la ciudad de Arrah.

## Demografía
Según censo 2011 contaba con una población total de 1 659 049 habitantes.